# Донька є донька
«Донька є донька» (англ. A Daughter's a Daughter) — роман англійської письменниці Агати Крісті, написаний під псевдонімом Мері Вестмакотт. Виданий у Великій Британії видавництвом «Heinemann» у листопаді 1952 року, пізніше виданий також у США.

## Сюжет
Сюжет розповідає про опозицію дочки до матері через її повторний шлюб.